# Otto Lilienthal
Otto Lilienthal (Anklam, Pomeránia, 1848. május 23. – Berlin, 1896. augusztus 10.) német repülőgép-mérnök, feltaláló, pilóta. A repülés egyik úttörője – a madarak repülését utánzó siklórepülőket tervezett és készített.
Mottója a repülésről: Kitalálni egy repülőgépet, az semmi. Megépíteni azt, az a kezdet. Repülni, az minden.

## Pályája
Berlinben végezte el az ipari akadémiát. Ezután felépített egy gépgyárat, ahol elsősorban gőzkazángyártással, valamint bányagépekkel foglalkozott. Találmányai lévén anyagi függetlenségre tett szert, így nyugodtan foglalkozhatott a siklórepülés kifejlesztésével. A levegőnél nehezebb repülés 1903-ig, a motoros repülés kezdetéig a siklórepülést jelentette. Lilienthal az egyik legismertebb korai fejlesztő volt.

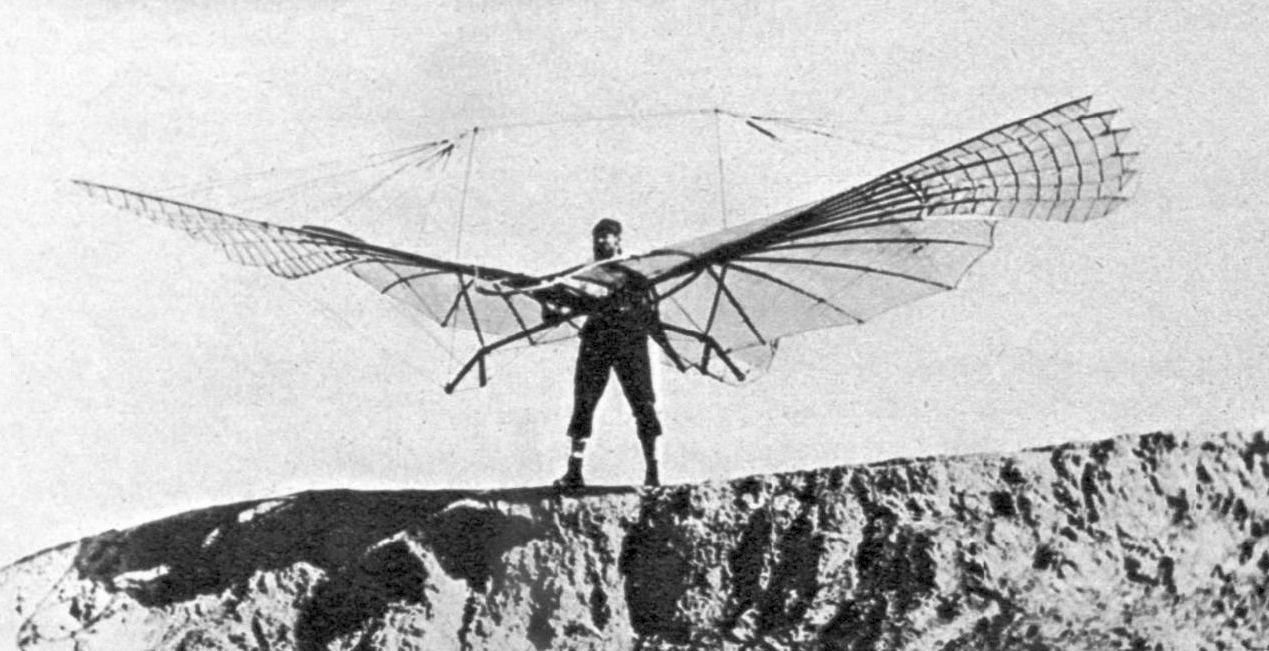
Lilienthal repülni készül

Öccsével, Gustavval (1849–1933) együtt már 1861 elejétől nagy érdeklődést mutatott a repülés iránt. A madarak repülését tanulmányozva, és ezek alapján hat darab ún. csapkodó szárnyat terveztek, amelyek mozgatás közben felhajtóerőt hoznak létre. 1874-ig számos lebegőszárnyat kísérleteztek ki.
Alapvető aerodinamikai tanulmányokat végzett, elsősorban a madarak repülését tanulmányozva annak érdekében, hogy a Leonardo da Vinci rajzain szereplő madáremberhez hasonló, levegőnél nehezebb repülőgépet tudjon építeni, tanulmányozta a madarak repülését. A szárnyak mozgásából kiindulva öccsével egy gőzgép hajtású motoros gépet építettek, a merev szárnyak miatt repülőgépük nem tudott a földről elemelkedni. A madarak repülését megfigyelve megállapította, hogy ívelni kell a szárnyakat, és a széllel szembe kell felszállni, illetve leszállni. Sorban építette a repülő szerkezeteket, a tervezésnél már az ívek, a felhajtóerő, a szárnyak az áramláshoz viszonyított szöge is szerepet játszottak. Összesen tizennyolc siklógépet alkotott, köztük három kétfedelűt.
Textilszövetből és fűzfavesszőből megépítette a mai sárkányrepülőszárnyakhoz hasonló rögzített, egysíkú szerkezetét, amit – az ellenszelet kihasználva – testsúlyáthelyezéssel kormányzott. Az első sikeres felszállásra 1891-ben egy (ma Werder részét képező) Derwitz közeli villánál került sor. Miközben sokat repült, ezáltal egyre több repülési és építési tapasztalattal gazdagodott. 1892-ben már megépítette második gépét, amivel a berliniek nagy örömére végzett siklórepüléseket.
1893-ban a 16. számú szárnyszerkezetre, majd a következő kettőre apró, könnyű gőzmotort szerelt, amely a szárnyakat csapkodtatta. Meggyőződése volt, hogy a motoros repülés csapkodó szárnyú szerkezettel, ornitopterrel fog megvalósulni. 1893-ban 250 méteres siklásokat sikerült elérnie. 1891 és 1896 között különböző siklógépeivel több mint 2000 repülést végzett egy Lichterfelde település melletti mesterséges (egy téglagyár hulladékából kialakított) dombról startolva. 1895-ben az Ő nevéhez köthető az első sikeres vitorlázórepülés, az első aki képes volt irányítani repülőszerkezetét. 1895-ben megépített – szintén madárszerű szárnyakkal – egy új kétfedelű siklórepülőgépet. A Stöllen környéki rhinowi dombokon próbálta ki modelljeit. A felszálláskor nekifutásból elugrott a lejtős domboldalról. Lilienthal a karjával tartotta magát a gép középső részén, és testsúlyáthelyezéssel kormányozta a felületeket. A gépek egészen jól siklottak. Az egykorú szemtanúk beszámolói szerint Lilienthal a kezdeti 100 m-es ugrásoktól eljutott a 250–350 m-es repülésekhez is.
Összesen 18 db siklógépet épített, amelyből 15 db volt egyfedelű és 3 db kétfedelű. Az általa tervezett és épített, levegőnél nehezebb repülőszerkezet, amelyből 8 példány készült (No. 11 modell), sőt eladásra is kínálták. Szárnyfelülete 13 négyzetméteres volt. 1895-ben két darabot egyenként 25 fontos áron az Egyesült Királyságba adtak el. A híres No. 11-ből napjainkban a Smithsonian National Space and Air Museumban is látható egy példány.

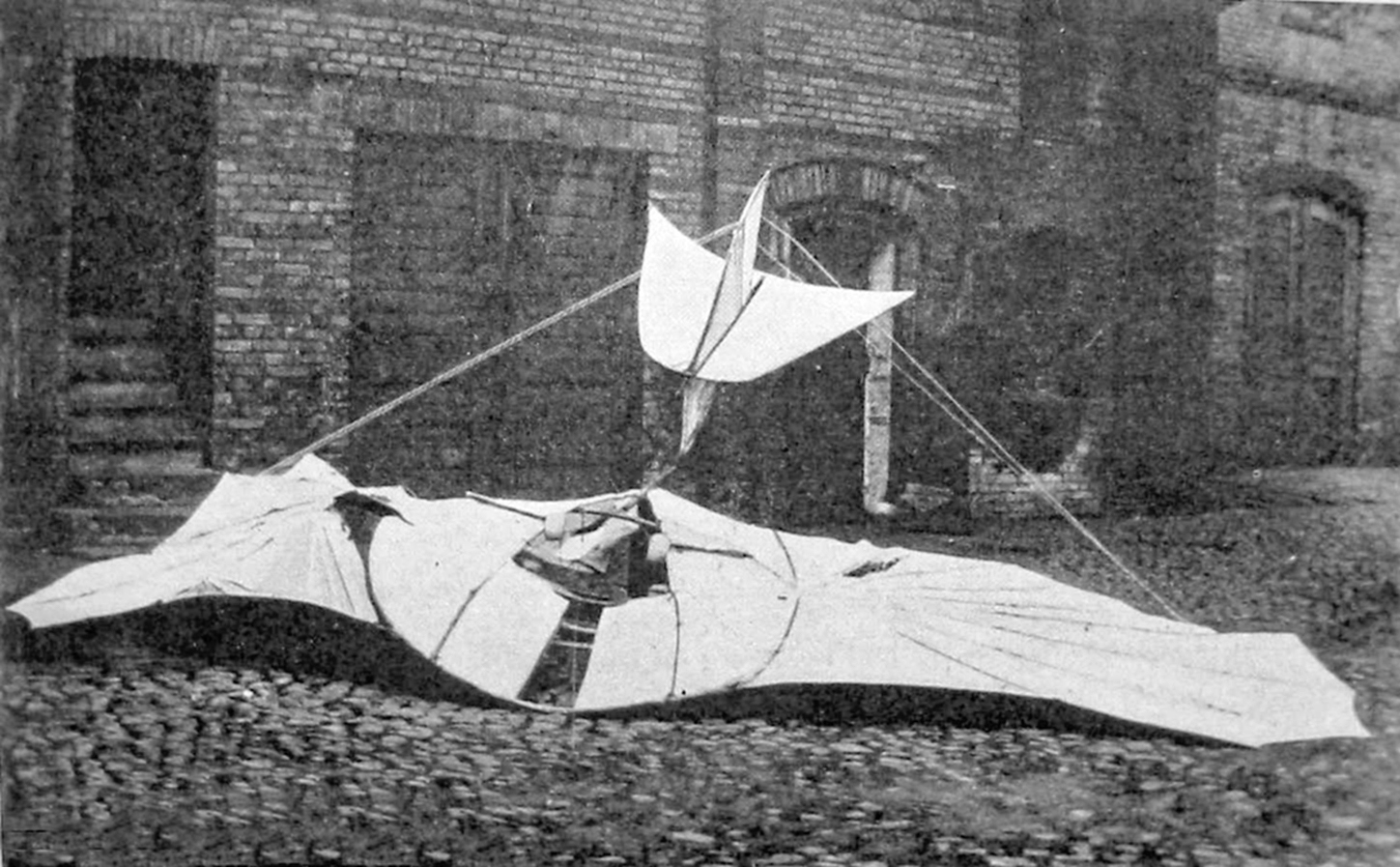
A lezuhant gép

1896. augusztus 9-én Berlinhez közel újból felszállt egy, a Birodalmi Találmányi Hivatalnál egyszerű vitorlás apparátus néven bejegyzett kétfedeles siklógéppel. A repülés jól indult, de egy hirtelen széllökés mindennek véget vetett: korrigáló mozdulatához már nem volt elég a magasság, gépe 17 méterről a földbe csapódott. A becsapódáskor eltört a gerince, kínszenvedések közepette egy nap múlva meghalt. Utolsó, még érthető szavai ezek voltak: Áldozatokra szükség van!
Otto Lilienthal emlékére 1938-ban megalapították a Lilienthal-érmet, amely a legnagyobb nemzetközi kitüntetés a vitorlázórepülésben. A FAI (Fédération Aéronautique Internationale – Nemzetközi Repülőszövetség) minden évben az összes repült teljesítményért vagy a vitorlázórepülés fejlesztésért ítéli oda a díjat a legeredményesebb vitorlázórepülőnek.

## Írásai
1889-ben megjelent könyve - A madarak röpte mint a repülés művészetének alapja (Der Vogelflug als Grundlage der Fliegekunst) – a repülés első szakkönyve lett.

## Szakmai sikerek

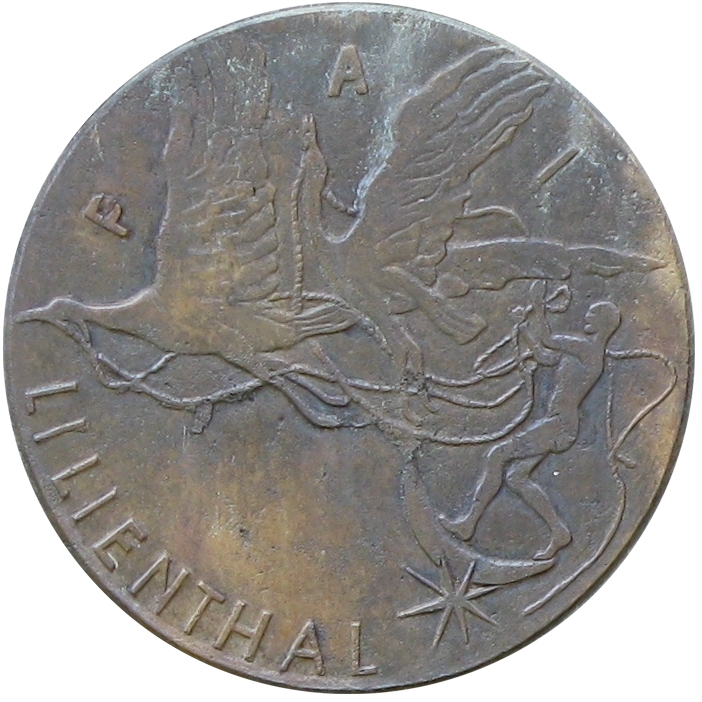
Lilienthal-érem

Emlékére 1938-ban megalapították a Lilienthal-érmet, amely a legnagyobb nemzetközi kitüntetés a vitorlázórepülésben. A Nemzetközi Repülőszövetség (FAI) (Fédération Aéronautique Internationale) minden évben az összes repült teljesítményért vagy a vitorlázórepülés fejlesztésért ítéli oda a díjat a legeredményesebb vitorlázórepülőnek.